# Brandenburger SC Süd 05
Brandenburger SC Süd 05 is een Duitse sportclub uit de stad Brandenburg an der Havel. De club is actief in onder andere voetbal, bowling, kanovaren, zwemmen, volleybal en wielrennen. In dit artikel wordt aandacht besteed aan de afdeling voetbal.

## Geschiedenis

### tot aan WOII
Reeds in 1901 werd er gevoetbald in Brandenburg. 25 tot 30 jongeren liepen achter de bal aan, maar kenden nog niets van voetbalregels of - techniek. De gedachte om een club op te richten was ontstaan. In het voorjaar van 1902 richtten 15 jongeren Fußballclub Germania op. Door onenigheden kwam het tot een afsplitsing in de club en werd Tasmania opgericht. De scheiding duurde echter niet lang en op 13 oktober 1905 herenigden de clubs zich onder de naam Brandenburger BC 05. In 1912 werd de club kampioen in de derde klasse en promoveerde naar de tweede klasse van de provincie Brandenburg. Door het uitbreken van de Eerste Wereldoorlog werden de activiteiten in maart 1916 stilgelegd. In juni 1918 werden de activiteiten hervat. De club ging in de 1. Klasse van het district Brandenburg-Rathenow spelen en werd daar kampioen in 1923 en promoveerde naar de Westkreisliga, de tweede hoogste klasse. De jeugdafdeling deed het bijzonder goed in deze tijd en nam negen titels mee naar huis in de jaren twintig. BBC bleef tot 1932 in de tweede klasse en degradeerde dan. Na één seizoen werd de club echter kampioen.
Niet alleen het politieke landschap veranderde in 1933 in Duitsland, ook de voetbal werd geherstructureerd en er kwamen 16 Gauliga's als hoogste klassen. BBC 05 moest met enkele clubs uit Brandenburg fusioneren en zo ontstond in oktober 1933 BSC 05. In 1934 promoveerde de club naar de Bezirksklasse, de tweede klasse. In 1937 promoveerde de club samen met de andere provincieclub Friesen Cottbus naar de Gauliga Berlin-Brandenburg, die gedomineerd werd door clubs uit Berlijn. In de tweede wedstrijd won de club met 3-1 voor 5.000 toeschouwers van TeBe. De club speelde tot 1942 in de Gauliga. In september 1944 werden de activiteiten gestaakt naar aanleiding van de Tweede Wereldoorlog.

### Vanaf WOII
Na de oorlog werd de club heropgericht als SG Brandenburg-West. Duitsland werd gesplitst en de club speelde in de Oost-Duitse competitie en onderging zoals de meeste clubs talloze naamsveranderingen. In 1948 werd de naam BSG Traktorwerke Brandenburg aangenomen. Het volgende seizoen fusioneerde de club met BSG Ernst-Thälmann Brandenburg en BSG Konsum Brandenburg om zo de nieuwe club ZSG Werner Seelenbinder Brandenburg te worden. In 1951 werd de naam BSG Motor Süd Brandenburg aangenomen.
In 1952 promoveerde de club naar de DDR-Liga, de tweede klasse. Na drie seizoenen degradeerde de club. In 1958 stond de club dicht bij promotie, maar verloor in de eindronde van Dynamo Dresden. De wedstrijd was een staaltje van politieke invloeden uit die tijd. De overheid wilde liever dat Dresden promoveerde. Toen Brandenburg 2-1 voorstond kreeg Dresden een strafschop voor een vermeend handspel. De strafschop was tegen de lat, maar de scheidsrechter vond dat de keeper te snel had bewogen en liet de strafschop opnieuw nemen, deze keer was het wel raak. Dresden won met 2-4 en de scheidsrechter uit Leipzig werd door de feestende Dresdenaren naar huis gebracht. In 1962 slaagde de club er wel in om te promoveren, maar kon het behoud niet verzekeren. De jeugdafdeling van de club deed het wel beter, de scholieren werden kampioen van de DDR in 1965.
De club kon nog in 1978, 1980 en 1983 promoveren naar de tweede klasse, maar degradeerde telkens het jaar erop weer. Na de Duitse hereniging in 1990 nam de club opnieuw de oorspronkelijke naam Branderburger SC Süd 05 aan op 8 juni 1990. In 1999 promoveerde de club naar de Oberliga (vierde klasse) en speelde daar tot 2004. In 2008 werd de club vicekampioen en promoveerde terug naar de Oberliga, maar omdat de 3. Bundesliga werd ingevoerd en de Oberliga nu de vijfde klasse werd bleef de club op hetzelfde niveau spelen ook al steeg het een klasse. In het seizoen 2013/2014 eindigde de club als 2e in de Oberliga achter kampioen BFC Dynamo Berlin, de beste prestatie in deze klasse sinds de Oberliga het 5e niveau is.

## Recente eindstanden
| - 1990-91 (IV) Verbandsliga Brandenburg 8e - 1991-92 (IV) Verbandsliga Brandenburg 3e - 1992-93 (IV) Verbandsliga Brandenburg 2e - 1993-94 (IV) Verbandsliga Brandenburg 5e - 1994-95 (V) Verbandsliga Brandenburg 5e - 1995-96 (V) Verbandsliga Brandenburg 3e - 1996-97 (V) Verbandsliga Brandenburg 4e - 1997-98 (V) Verbandsliga Brandenburg 3e - 1998-99 (V) Verbandsliga Brandenburg 1e - 1999-00 (IV) Oberliga NOFV-Süd 9e | - 2000-01 (IV) Oberliga NOFV-Nord 6e - 2001-02 (IV) Oberliga NOFV-Nord 7e - 2002-03 (IV) Oberliga NOFV-Nord 8e - 2003-04 (IV) Oberliga NOFV-Nord 17e - 2004-05 (V) Verbandsliga Brandenburg 13e - 2005-06 (V) Verbandsliga Brandenburg 6e - 2006-07 (V) Verbandsliga Brandenburg 8e - 2007-08 (V) Verbandsliga Brandenburg 2e - 2008-09 (V) Oberliga NOFV-Nord 8e - 2009-10 (V) Oberliga NOFV-Nord 3e | - 2010-11 (V) Oberliga NOFV-Nord 8e - 2011-12 (V) Oberliga NOFV-Nord 14e - 2012-13 (V) Oberliga NOFV-Nord 13e - 2013-14 (V) Oberliga NOFV-Nord 2e |